# Neckarkanal Marbach
Der Neckarkanal Marbach ist ein Seitenkanal des Neckars, der auf 1,66 Kilometern Länge vom Wehrarm abzweigt. Er liegt in Fließrichtung links und zweigt im Bereich der Anlegestelle der Stadt Marbach vor dem Stauwehr mit Kraftwerk ab und endet in der Schleuse Marbach. Anschließend vereinigen sich beide Arme etwa 500 Meter vor dem Eisenbahnviadukt wieder.
Das Stauziel des Kanals beträgt 196,31 m ü. NN.